# Eberswalde
Eberswalde er hovedbyen og administrationscenter for landkreis Barnim i den tyske delstat Brandenburg, omkring 50 km nordøst for Berlin. Byen bliver ofte kaldt Waldstadt (skovbyen), fordi der er store skove omkring byen, blandt andet med med Biosfærereservatet Schorfheide-Chorin. Trods det har Eberswalde indtil den tyske genforening været et vigtigt industriområde.
I 1913 fandt man Eberswalde-skatten, der er en af de vigtigste guldfund fra bronzealderen fra Centraleuropa.

## Historie
Før etableringen af Markgrevskabet Brandenburg var stedet hjemsted for en slavisk fæstning.
Byen er kendt under sit navn fra 1254 da den bliver nævnt af en kronikør for markgreve Johan 1. af Brandenburg. Det ældst kendte dokument er dateret 23. april 1276 da markgreve Albrecht 3. residerede der. I 1300 fik byen markedsrettigheder. Fra 1317 gik hovedruten fra Stettin og Frankfurt (Oder) gennem byen. En kæmpe bybrand ødelagde byen i 1499.
Efter genopbygningen blev Eberswalde den første industriby i Brandenburg, med stor kapacitet indenfor metallurgi. Fra 1605 til 1620 blev den vigtig vandvej Finowkanalen bygget.
Under Trediveårskrigen blev Eberswalde belejret og besejret adskillige gange, af næsten alle deltagende grupperinger under krigen. Generalen for den katolske liga Albrecht von Wallenstein, residerede i byen , og senere blev Gustav 2. Adolf af Sverige, som mistede livet i Slaget ved Lützen, balsameret i byens Maria Magdalenakirke . Begge parter tvang byen til at støtte tropperne, og det tog byen mere end et århundrede at komme sig over krigens tab.
Mellem 1743 og 1755 flyttede 120 smede og metalarbejdere fra Thüringen og Rheinland til Eberswalde. Kedlerne til de første tyske dampmaskiner blev lavet her. I det 19. århundrede blev der bygget store industrianlæg i Eberswalde, især ved Finowkanalen. 23. november 1877 blev den første tyske telefonlinje etableret i byen.

## Ekstern henvisninger
- Wikimedia Commons har flere filer relateret til Eberswalde
- http://www.eberswalde.tv Arkiveret 13. januar 2007 hos  Wayback Machine
- http://www.eberswalde.de Arkiveret 5. juni 2010 hos  Wayback Machine
- Eberswalde på Curlie (som bygger videre på Open Directory Project)